# Fiat Idea
Fiat Idea je nejmenší modelovou řadou MPV italské značky Fiat. Nese kódové označení 350, sdílí platformu se stejně koncipovanou Lancií Musa a konstrukčně vychází z Fiatu Punto druhé generace (typ 188).
Idea se začala v Itálii prodávat v roce 2003, v dalších evropských zemích o rok později, od roku 2005 se vyrábí také v Brazílii. Na podzim 2005 podstoupila Idea mírný facelift. V současné době se v ČR oficiálně neprodává a byla stažena i z celé Evropy, kromě domovské Itálie.
| Model                           | 1.2 16V          | 1.4 8V           | 1.4 16V          | 1.3 Multijet     | 1.3 Multijet     |
| Uspořádání válců                | 4 v řadě         | 4 v řadě         | 4 v řadě         | 4 v řadě         | 4 v řadě         |
| Druh motoru                     | benzínový        | benzínový        | benzínový        | turbodiesel      | turbodiesel      |
| Objem (cm³)                     | 1.242            | 1.368            | 1.368            | 1.248            | 1.248            |
| Vrtání × zdvih (mm)             | 70,8 × 78,9      | 72,0 × 84,0      | 72,0 × 84,0      | 69,6 × 82,0      | 69,6 × 82,0      |
| Kompresní poměr                 | 10,6:1           | 11,0:1           | 11,0:1           | 18,0:1           | 17,6:1           |
| Výkon (kW)                      | 59 při 5000 ot.  | 57 při 6000 ot.  | 70 při 5800 ot.  | 51 při 4000 ot.  | 66 při 4000 ot.  |
| Kroutící moment (Nm)            | 114 při 4000 ot. | 115 při 3000 ot. | 128 při 4500 ot. | 180 při 1750 ot. | 200 při 1750 ot. |
| Nejvyšší rychlost               | 163 km/h         | 163 km/h         | 175 km/h         | 159 km/h         | 173 km/h         |
| Zrychlení 0–100 km/h            | 13,5 s           | 13,5 s           | 11,5 s           | 15,4 s           | 12,5 s           |
| Kombinovaná spotřeba (l/100 km) | 6,5              | 6,2              | 6,6 (6,4)*       | 4,9 (4,8)*       | 4,7 (4,6)*       |
| Emise CO2 (g/km)                | 154              | 146              | 157 (153)*       | 129 (127)*       | 124 (122)*       |
| Pohotovostní hmotnost (kg)      | 1155             | 1155             | 1155             | 1200             | 1200             |

Pozn.: * = s automatickou převodovkou Dualogic